# 蒙泰吉贝尔托
蒙泰吉贝尔托（義大利語：Monte Giberto），是意大利费尔莫省的一个市镇。总面积12.68平方公里，人口833人，人口密度65.7人/平方公里（2009年）。ISTAT代码为044039。